# 1996年アトランタオリンピックのマレーシア選手団
1996年アトランタオリンピックのマレーシア選手団（1996ねんアトランタオリンピックのマレーシアせんしゅだん）は、1996年7月19日から8月4日にかけてアメリカ合衆国のジョージア州アトランタで開催された1996年アトランタオリンピックのマレーシア選手団、およびその競技結果。

## 概要
今大会は銀メダル1個、銅メダル1個の合計2個のメダルを獲得した。

## メダル
| メダル | 選手名                                    | 競技         | 種目           |
| ------ | ----------------------------------------- | ------------ | -------------- |
| 銀     | チー・スーン・キット ヤップ・キム・ホック | バドミントン | 男子ダブルス   |
| 銅     | ラシッド・シデク                          | バドミントン | 男子シングルス |